# Euchromatine

Diagramme d'un noyau de cellule eucaryote

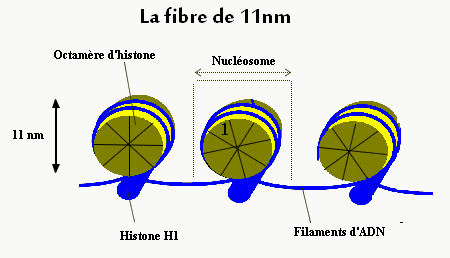
L'enroulement de l'ADN autour des histones
L'Histone H1 stabilise cet enroulement

L'euchromatine est la chromatine qui apparaît partiellement décondensée en interphase.
Composée d'ADN partiellement décondensé formée de fibres de 11 nm de diamètre, elle est parfois désignée par la périphrase « Environnement chromatinien des gènes actifs ». 
L'ADN s'y enroule autour d'un octamère de protéines appelées histones, ce qui donne un aspect dit en « collier de perles », phénomène en réalité assez rare dans la cellule. Une « perle » est nommée nucléosome. La particule cœur est composée de 147 paires de bases enroulées.
Elle est très déspiralisée et correspond à des zones de gènes actifs, c’est-à-dire que les gènes y sont transcrits. L'euchromatine (ou plus précisément les histones de celle-ci) est hyperacétylée et hypométhylée par rapport à l'hétérochromatine, et se caractérise par une localisation intra-nucléolaire.
L'euchromatine peut se trouver sous deux formes : 
• l’euchromatine active, qui est la forme la moins condensée de la chromatine et qui représente 10 % de l’euchromatine. Elle peut être transcrite ; 
• l’euchromatine inactive, qui a un niveau de condensation intermédiaire  et qui ne peut être transcrite, représentant 90 % de l’euchromatine.
Chez l'homme, l’euchromatine (active + inactive) constitue 10 % de l'ADN nucléaire (80 %  se situe entre l'état d'euchromatine  et une situation intermédiaire où l'ADN est trop condensée pour être transcrite sans tomber dans le domaine de l'hétérochromatine).
Elle est composée chez l'homme de plusieurs types de séquences, à savoir :
- de 23 000 à 25 000 gènes (27 %) ;
- de l'ADN non codant répété (50 %) ;
- de l'ADN non codant non répété (4 %) ;
- de l'ADN codant dupliqué (7 %) ;
- de séquences indéterminées, inclassables (5 %).